# Sporophile à gorge sombre
Sporophila ruficollis
Espèce
Statut de conservation UICN

 NT  : Quasi menacé
Le Sporophile à gorge sombre (Sporophila ruficollis) est une espèce de passereaux d'Amérique du Sud appartenant à la famille des Thraupidae.

## Répartition
On le trouve en Argentine, Bolivie, Brésil, Paraguay et Uruguay.

Distribution de l'espèce en Amérique du Sud (orange : zones de nidification).

## Habitat
Il habite les savanes sèches et les prairies tropicales ou subtropicales humides ou inondées en certaines saisons et de basse altitude.
Il est menacé par la perte de son habitat.